# Oskar von Seydewitz
Oscar Maximilian Curt von Seydewitz (* 16. Juli 1836 in Stralsund; † 17. Mai 1902 in Dresden) war ein deutscher Verwaltungsbeamter und Rittergutsbesitzer.

## Leben
Seine Eltern waren Friedrich Ferdinand Leopold von Seydewitz und dessen zweite Ehefrau Luise Helene Eleonore Unger. Oskar von Seydewitz studierte Rechtswissenschaften an der Ruprecht-Karls-Universität Heidelberg. 1856 wurde er Mitglied des Corps Guestphalia Heidelberg. Nach dem Studium trat er in den preußischen Staatsdienst ein. Von 1863 bis 1864 absolvierte er das Regierungsreferendariat bei der Regierung in Erfurt. Von 1865 bis 1881 war er Landrat des Landkreises Bitterfeld. Anschließend wurde er Oberregierungsrat in Liegnitz. Seydewitz war Rittergutsbesitzer in Roitzsch, wo er nach seiner Pensionierung lebte.
Oskar von Seydewitz war seit 1867 mit Anna Freiin von Ende-Alt Jeßnitz verheiratet, das Ehepaar hatte keine Nachkommen.